# Mikroregion Limeira

Mikroregion Limeira

Mikroregion Limeira – mikroregion w brazylijskim stanie São Paulo należący do mezoregionu Piracicaba.

## Gminy
- Araras
- Conchal
- Cordeirópolis
- Iracemápolis
- Leme
- Limeira
- Santa Cruz da Conceição
- Santa Gertrudes